# Orbara
Orbara es un municipio español de la Comunidad Foral de Navarra, situado en la Merindad de Sangüesa, en la comarca de Auñamendi, en el valle de Aézcoa y a 57 km de la capital de la comunidad, Pamplona. Su población en 2024 fue de 29 habitantes (INE).
Su gentilicio es orbaratarra, tanto en masculino como en femenino.

## Símbolos
El escudo de armas del lugar de Orbara tiene el siguiente blasón:

Trae de plata y un encino de sinople a cuyo tronco está atravesando un jabalí de sable. Bordura de gules.

Este escudo es el blasón privativo del valle de Aézcoa y al propio tiempo de cada uno de sus pueblos.

## Geografía

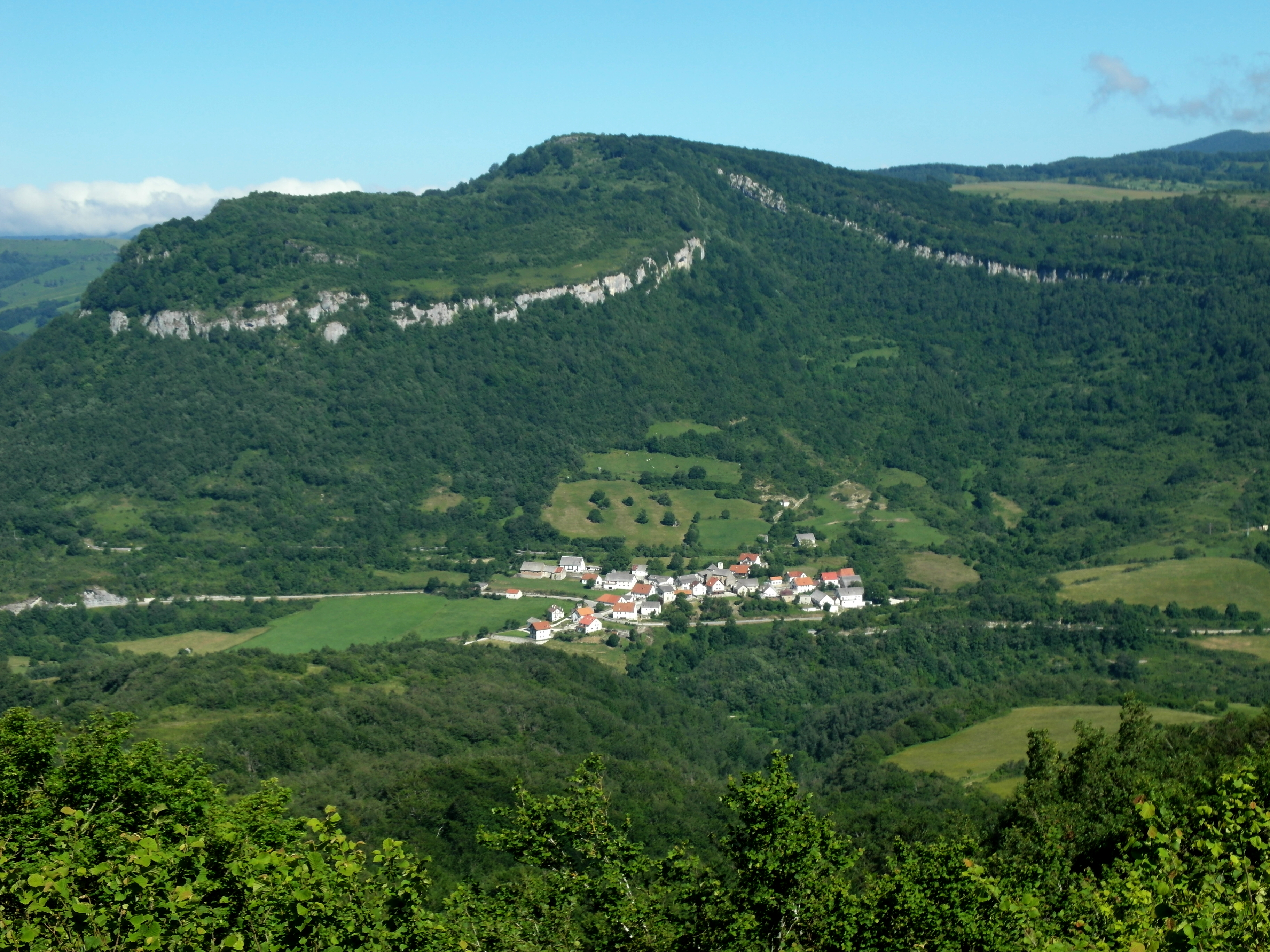
Vista de Orbara desde la ladera del monte Berrendi, al sureste

La localidad de Orbara está situada en la parte Nordeste de la Comunidad Foral de Navarra y central del valle de Aézcoa, a una altitud de 763 m s. n. m.. Su término municipal tiene una superficie de 9,14 km² y limita al norte con el monte de Aézcoa, al este con Orbaiceta, al sur con Villanueva de Aézcoa y al oeste con Aria.

## Demografía
Orbara cuenta con una población de 29 habitantes (INE 2024).
| Gráfica de evolución demográfica de Orbara entre 1842 y 2021                                                        |
| |
| Población de derecho según los censos de población del INE Población de hecho según los censos de población del INE |

## Administración y política
| Partido político                      | 2015  | 2015       | 2011  | 2011       | 2007  | 2007       | 2003  | 2003       | 1999 | 1999       | 1995  | 1995       | 1991  | 1991       |
| Partido político                      | %     | Concejales | %     | Concejales | %     | Concejales | %     | Concejales | %    | Concejales | %     | Concejales | %     | Concejales |
| Agrupación Electoral Orbara           | 72,41 | 3          | 57,14 | 3          | —     | —          | —     | —          | —    | —          | —     | —          | —     | —          |
| Agrupación Independiente de Orbara    | —     | —          | —     | —          | 57,58 | 1          | 87,80 | 1          | —    | —          | —     | —          | —     | —          |
| Agrupación Gure Aezkoako Herria (GAH) | —     | —          | —     | —          | —     | —          | —     | —          | —    | —          | 89,29 | 1          | —     | —          |
| Independientes                        | —     | —          | —     | —          | —     | —          | —     | —          | —    | —          | —     | —          | 73,17 | 1          |